# Шкідченко Володимир Петрович
Шкі́дченко Володи́мир Петро́вич (нар. 1 січня 1948, Чита) — військовий діяч України, генерал армії України (08.2001); заступник Глави місії України при НАТО з військових питань (з 03.2004). Міністр оборони України (12 листопада 2001 — 25 червня 2003).

## Біографія
Народився 1 січня 1948 року в (м. Читі, Російська РФСР) в сім'ї військовослужбовця, Шкідченка Петра Івановича; українець; дружина Наталія Анатоліївна; має дочку.
Освіта: Одеське вище артилерійське командне училище ім. М.Фрунзе (1972); Військова академія ім. М.Фрунзе (1979); Військова академія Генштабу ЗС СРСР (1988).
Закінчив СШ в м. Білгород-Дністровському, Одеська область (1966). 1966-70 — студент Московського фізико-технічного інституту.
02.1970-07.72 — курсант Одеського вищого артилерійського командного училища ім. М.Фрунзе.
07.-09.1972 — командир вогневого взводу,
09.1972-09.73 — командир артилерійської батареї, Київський військовий округ.
09.1973-02.75 — начальник штабу — заступник командира артилерійського дивізіону,
02.1975-08.76 — командир артилерійського дивізіону в Групі радянських військ в НДР.
08.1976-06.79 — слухач Військової академії ім. М.Фрунзе.
06.1979-04.83 — заступник командира мотострілецького полку,
04.1983-01.85 — командир укріпленого району,
01.1985-07.86 — нач. штабу — заступник командира навчальної танкової дивізії, Далекосхідний військовий округ;
07.1986-07.88 — слухач, Військова академія Генштабу ЗС СРСР ім. К.Ворошилова;
07.1988-12.91 — командир дивізії, Центральна Група військ; командир дивізії, Закавказький військовий округ;
12.1991-03.92 — 1-й заступник командувача армії, Закавказький військовий округ;
03.1992-07.93 — командувач 6-ї гвардійської танкової армії, Одеський військовий округ;
07.-12.1993 — 1-й заступник начальника Головного штабу ЗС України.
12.1993-02.98 — командувач військ Одеського військового округу;
02.-09.1998 — командувач військ Південного оперативного командування;
30.09.1998-13.11.2001 — начальник Генерального штабу ЗС України — 1-й заступник Міністра оборони України;
12.11.2001-25.06.03 — Міністр оборони України.
Член Комісії з державних нагород України при Президентові України (12.1998-04.2000), член Комісії державних нагород та геральдики (05.2000-08.03); член Ради національної безпеки і оборони України (07.2000-09.03); член Державної ради з питань європейської і євроатлантичної інтеграції України (з 08.2002); член Державної комісії з питань реформування і розвитку ЗС України, інших військових формувань, озброєння та військової техніки (з 03.2003).
Генерал-лейтенант (31.12.1992). Генерал-полковник (12.05.1994). Генерал армії України (23.08.2001).

## Нагороди
- Орден Богдана Хмельницького II ст. (3 грудня 1999) — за вагомий особистий внесок у підтримання бойової готовності військ, зразкове виконання військового та службового обов'язку, високий професіоналізм[1].
- Орден Богдана Хмельницького III ст. (4 грудня 1996) — за особисті заслуги у розбудові Збройних Сил України, забезпечення виконання покладених на війська завдань[2].
- Орден «Знак Пошани» (05.1981).
- Державна премія України в галузі науки і техніки 2002 року — за роботу «Науково-методологічні засади системи національної безпеки України» (у складі колективу)[3].
- 5 медалей. Відзнака Міністерства оборони України «Ветеран військової служби» (1999).